# Bauhinia petersiana
Bauhinia petersiana és una espècie de planta de la família de les lleguminoses endèmica del sud d'Àfrica, concretament a la zona de Zimbàbue, Namibia i Zambia i per l'Àfrica tropical. És un arbust caduc que es troba en zones càlides, diversos tipus de bosc, sabana, matollars i sovint a zones de major precipitació. Es tracta d'un arbust arrodonit delicat versàtil amb fulles en forma de papallona. La distribució es restringeix a Transkei, Cap de l'Est i la franja costanera sud de KwaZulu-Natal.

## Descripció
És un arbust amb aparença dispersa i desordenada però pot arribar als 3 o 4 metres (ocasionalment als 7m) considerant-se llavors com un arbre de mida petita. Creix en boscos i en praderies arbrades a baixa i mitjana altitud.

### Tronc
La fusta és fosca gris-marró, la qual es va trencant en tires verticals llargues en individus madurs.

### Fulles
Estan lobulades, almenys, des del tram mitjà de la seva longitud. Els lòbuls són el·líptics a ovalats o arrodonits amb unes venes que els corren des de la base més o menys de manera paral·lela al marge sense ramificar-se. La de la base s'enrrotlla al voltant del peciol. Els marges són sencers, la base de les fulles estan molt lobulades i les puntes o àpex dels lòbuls són més aviat arrodonits.

### Flors
Les flors són blanques, lleugerament delicades i amb fragància d'azalea, aquesta planta pot estar gairebé completament coberta de flors per a un llarg període durant tot l'estiu, de novembre a abril. Els pètals són lleugerament ovals i arrugats i es fan encara més atractius per un dels pètals que té una franja central de color rosa o vermell. Els següents dos pètals tenen una franja prima més lleugera i els altres dos són blancs i plans. Els fruits són unes petites beines de 70 x 100 mm, són de color marró daurat amb puntes afilades, transmeses de gener a juny; que s'obren a la maduresa, dispersant les llavors de color marró.
http://www.plantzafrica.com/plantab/bauhinnatal.htm Arxivat 2015-03-19 a Wayback Machine.

## Taxonomia
El gènere Bauhinia va ser establert per Linné en 1753 i rendeix homenatge als germans Johan i Caspar Bauhin, tots dos botànics i herbolaris des del segle xvi. El nom de l'espècie petersiana fa referència al Professor Wilhelm Peters (1815-1863) de Berlin el qual en va col·lectar a Moçambic a principis del segle xix.
El nom comú afrikaans beesklou (peu guanyat) s'aplica a la majoria dels bauhinias i es refereix a la semblança de la fulla a la petjada dels animals de peülla dividida.

## Usos
Moltes de les gairebé 300 espècies de Bauhinia (arbres d'orquídies o peus de camell) són temes populars dels jardins a causa del seu fullatge decoratiu i flors ornamentals i són àmpliament conreats en regions tropicals o subtropicals del món. Alguns s'utilitzen per la seva fusta. Comú a tots els membres d'aquesta família, són les fulles de dos lòbuls, fruits en beina i flors vistoses. Els noms comuns del gènere es refereixen respectivament a la forma de la flor i la forma de les fulles que s'assemblen a peu d'un camell quan s'estén plana.